# Lysimachia racemiflora
Lysimachia racemiflora är en viveväxtart som beskrevs av Bonati. Lysimachia racemiflora ingår i släktet lysingar, och familjen viveväxter. Inga underarter finns listade i Catalogue of Life.